# تادف
تادف یک منطقهٔ مسکونی در سوریه است که در منطقه الباب واقع شده‌است.
این شهر در عملیات سپر فرات به تصرف شورشیان ارتش آزاد سوریه و ترکیه در آمد .

## خصوصیات
تادف ۱۲٬۳۶۰ نفر جمعیت دارد.